# Madascincus
Madascincus – rodzaj jaszczurek z podrodziny Scincinae w rodzinie scynkowatych (Scincidae).

## Zasięg występowania
Rodzaj obejmuje gatunki występujące na Madagaskarze. 

## Systematyka

### Etymologia
Madascincus: Madagaskar; łac. scincus „rodzaj jaszczurki, scynk”.

### Podział systematyczny
Do rodzaju należą następujące gatunki: 
- Madascincus ankodabensis
- Madascincus arenicola
- Madascincus igneocaudatus
- Madascincus macrolepis
- Madascincus melanopleura
- Madascincus miafina
- Madascincus minutus
- Madascincus mouroundavae
- Madascincus nanus
- Madascincus polleni
- Madascincus pyrurus
- Madascincus stumpffi